# Tania (cantora de tango)
Tania (Toledo, Espanha, 13 de outubro de 1908 - Buenos Aires, Argentina, 17 de fevereiro de 1999) foi o pseudónimo de Ana Luciano Divis, actriz e cantora de tango espanhola que realizou a maior parte da sua carreira na Argentina.
Iniciou a sua carreira na tenra idade realizando pequenas voltas ao longo de Valência. Aos 18 anos, percorreu diversas zonas de Espanha com a sua própria companhia de variedades com o pseudónimo de «A Lucianito». Em 1924 integrou o Troupe Ibéria de Raquel Meller, com a qual actuou em França, Brasil, Uruguai e finalmente em Buenos Aires, onde se arreigou definitivamente. Enquanto desempenhava-se como cantoras em cabarés, conheceu ao compositor Enrique Santos Discépolo, com quem manteve uma longa relação sentimental. Com a sua direcção, foi protagonista de obras de teatro como Wunder Bar (1932) e Winter Garden (1935); paralelamente desenvolveu uma breve carreira cinematográfica em filmes como El pobre Pérez (1937), Cuatro corazones (1939) e Caprichosa e milionária (1940).
Realizou voltas ao longo da Europa e América Latina, e a sua participação em Blum entre 1949 e 1951 teve um notável sucesso. Depois da morte de Discépolo em 1951, o resto das suas actuações permaneceu unida a seu nome e inclusive chegou a inaugurar um local a modo de homenagem, «Cambalache», onde efectuou apresentações como cantora desde a década de 1960. A partir da década de 1970, começou a excursionar activamente em teatro e televisão, especialmente no ciclo Botica de Tango. Para o final da sua vida foi objecto de múltiplos reconhecimentos. Em 1989 foi declarada Cidadã ilustre da Cidade de Buenos Aires e em 1993, recebeu a Ordem de Isabel a Católica por parte do rei Juan Carlos I. Pouco antes da sua morte, tinha sido designada Personalidade Emérita da Cultura Argentina.

## Biografia

### Infância e começos
Ana Luciano Divis nasceu na cidade espanhola de Toledo a 13 de outubro de 1908, ainda que outras fontes assinalam que foi em 1900 ou 1893. Foi a menor dos quatro filhos de Carlo Luciano e Amalia Divis. Seus outros irmãos foram Isabel, Carmen e Amalio. Seu pai, de origem andaluza, era um militar devindo em tenente geral que exercia também como director da Banda Musical de Toledo. Quando Ana tinha dois anos, a família se transladou a Valência, onde iniciou os seus estudos em canto e castanholas. Depois da precoce morte do seu pai, começou a actuar em teatro e foi bem como fez parte de grupos infantis que executavam versos e zarzuelas na sua escola. Ai definiu o seu pseudónimo —Tania— depois de observar que uma das suas colegas, de origem russa, se chamava assim. Conquanto inicialmente tinha pensado em levar o seu nome de pilha, a sua irmã Isabel era uma cupletista consolidada e recomendou-lhe não o utilizar. De acordo com o seu depoimento, «era a época de O conde de Luxemburgo, de A viúva alegre, das grandes operetas. Como a minha irmã cantava muito bem e já era bastante conhecida, lhe disse a minha mãe: "Olha mamãe, parece-me que Anita não deves-se pôr Ana Luciano, porque meu nome é grande e esta garota recém começa. Não sabemos se poderá seguir no teatro ou não... "».
Para começos da sua adolescência, começou a realizar pequenas voltas teatrais ao redor de Valência, especialmente por Marrocos, Alcoi e Alicante, onde estas se tornaram populares e as suas interpretações de «A violetera» e «O relicario». Aos 18 anos, já tinha a sua própria companhia de variedades com a que percorreu Barcelona e Madrid com o pseudónimo de «A Lucianito» ou Tania Visdí. Durante essa volta, coincidiu com o Trio Mexicano e iniciou uma relação sentimental com um dos seus integrantes, Antonio Fernández Rodríguez, apelidado «Mexican», com quem se casou em 1924. Desde esse momento realizou suas apresentações com o nome de Tania Mexican e, depois do que o seu marido se desvincula-se do trio, ambos realizaram actuações independentes de music hall. Em 1925, o casal integrou a Troupe Ibéria de Raquel Meller, encabeçada por Teresita España e Pablo Palitos, com a qual chegaram a Paris e posteriormente a Buenos Aires para apresentar no Teatro Maio e no cabaré Maipú Pigall. Tania descreveu o âmbito no qual se desempenhava como «um epicentro social, com o motor dos ricos que mal-gastavam o seu dinheiro. As artistas mulheres éramos ali as rainhas mimadas. O que os empresários tinham de regularmente atentos... para com nós, tê-lo-iam, suponho, de tenebrosos para elas [as milongueiras]». Gira-a prosseguiu pelo interior da Argentina, Montevidéu, São Paulo, Rio Grande e Pelotas. Durante uma estadia em Córdova, Tania foi confundida com uma exilada bolchevique e recebeu uma oferenda floral por parte de um grupo de russos perseguidos. Permaneceram durante quinze meses no Brasil e, por sugestão do violonista Mario Pardo, começou a cantar tangos e somou «Fumando espero», «Sentença» e «À luz de um candil» a seu repertório. Sergio Pujol, em seu livro Discépolo, apontou a que «não lhe tinha levado muito tempo descobrir que cantar tangos não era trair os temas espanhóis com os que se iniciou na vida a uma idade na que muitas garotas teciam, aborrecidas, à espera do príncipe azul... o tango era para Tania o prolongamento americano dos seus primeiros anos e a sua primeira repertório, conquanto para ela a tristeza de muitas das suas letras era incompreensível». Depois da dissolução da troupe, o casal separou-se em Montevidéu, Tania optou por permanecer em Buenos Aires e Fernández regressou de novo a Espanha.

### Carreira discográfica e actoral

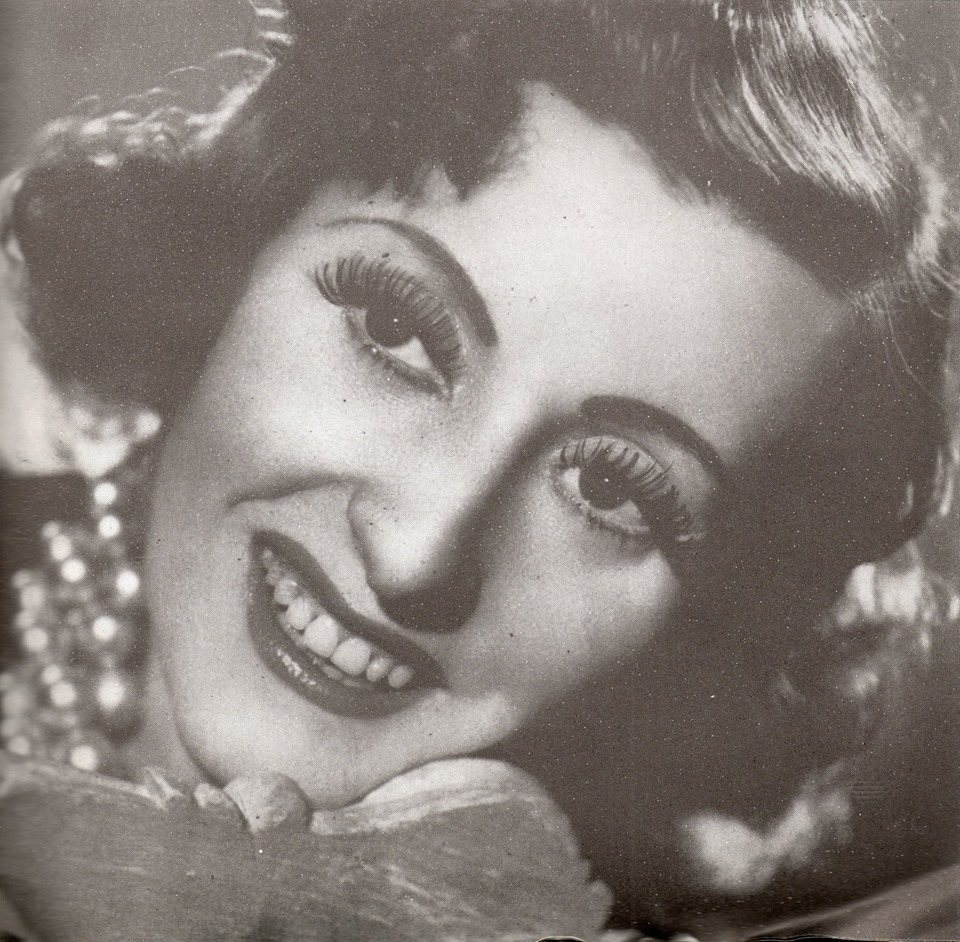
Tania em sua época de esplendor.

Em Buenos Aires, apresentou-se inicialmente no Teatro Casino como cantora da orquestra de Roberto Firpo e, em 1927, no Folies Bergère, onde lhe deram a alcunha de «A galega de Toledo» e conheceu a Enrique Santos Discépolo. Numa ocasião foi escutada por Carlos Gardel, que lhe confidenciou a seu amigo José Razzano: «Comigo, de Toulouse, e uma galega, o tango se pára».
Depois de iniciar seu vínculo sentimental com Discépolo, Tania foi disputada pelas principais emissoras da Argentina e foi bem como conseguiu o seu primeiro contrato em 1928 por 500 pesos mensais em Rádio Prieto. Aí, as tarefas de trabalho eram árduas já que devia permanecer longas horas pela noite para gravar algumas poucas canções. Durante a sua estadia nessa emissora, conheceu algumas das figuras mais relevantes do âmbito musical como Rosita Quiroga, Azucena Maizani, Libertad Lamarque, Tita Merello e Ada Falcón que, junto a Tania, converteram-se nas primeiras cantoras a introduzir a modalidade vocal feminina no tango, um rubro com prevalência do género masculino. Paralelamente prosseguiu a sua carreira em Rádio Paris, Belgrano e do Povo. Em 1930, Tania gravou o seu primeiro registo discográfico junto à orquestra de Osvaldo Fresedo com dois temas musicais, «Sentença» e «À luz de um candil», que faziam parte de seu repertório nos cabarés. Durante os dois anos seguintes, seus discos foram publicados com o selo Columbia para depois consertar em RCA Victor e inclusive, chegou a gravar para o selo Pathé de Paris depois de que Discépolo forma-se uma orquestra para a Rádio Municipal, onde Tania foi vocalista em companhia de Lalo Scalise, Héctor Varela e Alejandro Blaso. A experiência de começar a gravar foi definida por Tania como «apaixonante». Segundo comentou, «a riqueza de linguagem, a tremenda vitalidade, a singeleza e a verdade com que ele [Discépolo] se referia às suas tangos me davam incríveis forças para dar o melhor de mim ao as cantar». Em 1946, acompanhou como vocalista à orquestra de Mariano Mores em Rádio El Mundo, onde no dia da estreia recebeu um ramo de orquídeas do presidente Juan Domingo Perón. Ao mesmo tempo, efectuou uma volta com Discépolo por Cuba, México —onde se apresentou em «O Pátio», o cabaret mais relevante da Cidade de México— e outros países da costa do Pacífico. A seu regresso, encabeçou o ciclo Como nasceram minhas canções por Rádio Belgrano junto a Discépolo.
Desenvolveu uma breve carreira como actriz de teatro e cinema na década de 1930 e 1940. O seu primeiro papel importante como actriz de partilha o obteve em A perichona (1928), uma obra histórica de Enrique García Velloso que os irmãos Discépolo tinham adaptado para teatro. Aí, interpretou à servente negra de Micaela Villegas «A Perricholi», a pessoa recreado por Nelly Quel. Apesar do grande investimento económico em cenografia, na qual Tania contribuiu, a peça teatral foi um falhanço rotundo quanto a arrecadação. Em 1933, protagonizou com sucesso Wunder Bar no Teatro Ópera, onde estreou o tango de Discépolo «Três esperanças». A apresentação levou-se a cabo depois de que seu esposo modifica-se os diálogos e reelaborava a tradução da obra original, escrita por Ricardo Hicken. Em 1935, interpretou «Quem mais, quem menos» em Winter Garden e ao finalizar a temporada, empreenderam uma volta pelo Chile, Uruguai —onde abriram um beliche no Casino Míguez de Ponta do Leste— e Europa. O jornal Ouça de México, depois de observar que cantava e actuava ao mesmo tempo, assinalou que «Tania cuida das letras dos tangos tanto ou mais que a música. Um tango com música bonita e letra feia ou inexpressiva não é cantada por Tania». Interveio numa série de filmes a fins da década de 1930 e princípios de 1940: O pobre Pérez (1937), de Luis César Amadori, Quatro corações (1939), de Carlos Schlieper, e Caprichosa e milionária (1940), com Paulina Singerman. Seu trabalho neste último filme foi qualificado por um jornalista de Cinema Argentino, Julián Centeya, como uma «verdadeira criação». Por outro lado, a revista Sintonia tinha publicado depois da estreia de O pobre Pérez que a sua versão de «Desencanto» tinha sido a melhor cena do filme. Seu sucesso actoral continuou em 1949 com Blum, uma obra escrita por Julio Porter representada no Teatro Presidente Alvear junto a Osvaldo Miranda e Diana Maggi. Blum permaneceu em cena até 1951, quando foi transladada ao Teatro Splendid e Discépolo apresentou o vals «Com uma mentira». No entanto o seu papel preferido ocorreu em As preciosas ridículas (1967), uma adaptação de Moliére levada a cabo no Teatro de la Cava e depois no Teatro Odeón. Desde o seu papel nessa obra, Tania somente recebeu papéis menores em espectáculos de revista.

### Vida pessoal e Discépolo
José Razzano, habitual do Bergère, escutou a sua interpretação de «Esta noite me emborracho», popularizado por Azucena Maizani, e apresentou-lhe a seu amigo Enrique Santos Discépolo. De acordo a Tania, «parece ser que Discépolo não era de ir aos cabarés e Razzano o empurrou pára que fosse. [Razzano]... contou-lhe a minha história. Enrique ouviu-me cantar... e no dia seguinte mandou-me flores». Em suas memórias, definiu-o durante esse primeiro encontro como «ligeiramente tímido... teve palavras de elogio e de galantearia... sua linguagem era original e diferente». A personalidade e situação económica do autor discrepavam das dos aristocratas que habitualmente coincidiam aos locais nocturnos onde actuava.
Tania foi convidada por Discépolo a ver um dos seus sainetes, Mustafá, representado no Teatro Cómico —actualmente Teatro Lola Membrives—, cujo quadro de miséria lhe gerou decepção. Começaram a frequentar-se em diversas reuniões sociais e para a cena de teatro A perichona, uma das peças teatrais dos irmãos Discépolo, Tania empenhou uma das suas jóias para financiar parte da obra. Ao pouco tempo iniciaram uma relação sentimental e foram viver juntos par um departamento localizado sobre a rua Cangallo.
«Com Enrique nunca tínhamos pensado em nos casar. Não o precisávamos... como dizíamos com Enrique, "o povo já nos casou"... Se Enrique tem sido uma realidade da que fica obra, nunca tem deixado incubar a lenda. Ser a viúva de uma lenda é tremendo. É algo que começa por alagar, mais tarde envolve, aprisiona, quase afoga. Às vezes lia-me um pedacito de algo que estava a fazer e me dizia: "Gostas?". "Sim, é lindo", contestava-lhe. Outras vezes, quando o tinha todo escrito, e eu achava que mo ia a ler, dizia: "Não te vai gostar..." e rompia-o. De modo que não sei se me ia gostar ou não, porque o rompia. Depois, quando Enrique tinha um tango que gostava, em vez de falar com Manzi, ou com Troilo, chamava a de o goleiro ou a Manuela, nossa cozinheira».

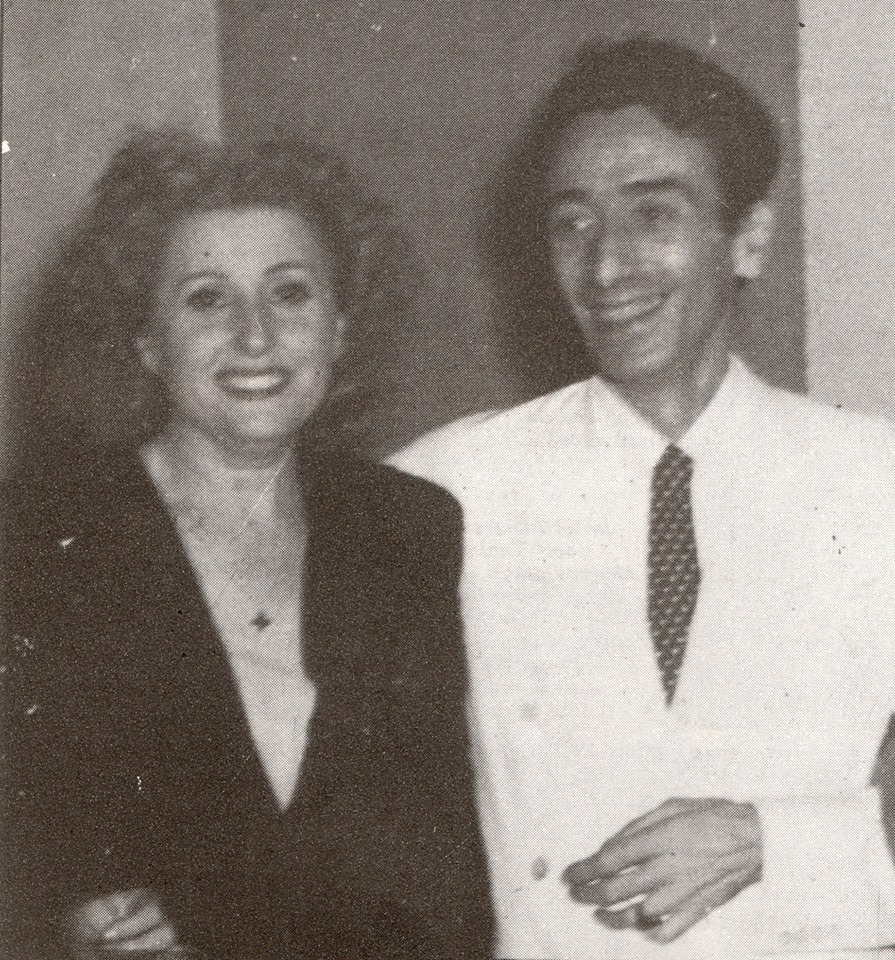
Tania e Discépolo.

Um dos rasgos pessoais mais debatidos sobre Discépolo foi a sua tendência à melancolia e a tristeza. Tania sempre expôs que era fundamentalmente «um homem alegre» mas que as condições sócio-políticas nacionais e mundiais —como a crise de 1930— motivaram as letras pessimistas das suas tangos. As viagens que realizou junto a Tania ao longo do mundo durante a Segunda Guerra Mundial também influíram notavelmente em suas composições.
«Tinha enorme sensibilidade para sintonizar a desgraça alheia... Sua preocupação estava em coisas importantes... Preocupavam-lhe os problemas e as desventuras dos demais, com frequência mais que as próprias».
Tania costumava referir ao compositor como «Chachi» e ele como «Mami». Numa entrevista a Perfil, Raquel Díaz de León, actriz e amante de Discépolo, manifestou que «eles tinham uma relação aberta... Ele dizia que ela era o seu representante, mas a verdade é que lhe acordavam muito temor das suas reacções. De facto, ela estava em Buenos Aires quando se inteirou de que Discépolo e eu esperávamos um filho. Vinho até México e obrigou-o a voltar com ela à Argentina». Em 1947, Discépolo teve em México um filho extra matrimonial com Díaz, Enrique Luis. Conquanto nunca foi reconhecido pelo autor, o jornalista Néstor Romano assinalou que o próprio Discépolo lhe revelou o facto do nascimento aos seus amigos Luis Sandrini e Tita Merello, a quem designou como padrinhos do menino. Ao longo da sua convivência, Tania e Discépolo atravessaram períodos críticos e desapegados, que muitos analistas da sua obra crêem ver reflectir nas letras dos tangos «Sem palavras» e «Um». Enrique Cadícamo, amigo do casal, expressou que «Discépolo sofria a perseguição de Tania, que o instava a que aproveitasse a sua fama para formar a sua própria orquestra».
À morte de Discépolo em dezembro de 1951, de acordo a um testamento efectuado em vida, a herança resolveu-se a favor de Tania, quem recebeu os direitos de autor correspondentes a 42 obras musicais —os quais venceram em 2001 ao se cumprir 50 anos da morte do compositor—. Quando Díaz arribou junto ao seu filho à Argentina para reclamar parte da herança em 1966 e 1968, Tania apelou à justiça que opinou a seu favor. Segundo explicou Enrique Luis Discépolo, as falhas desfavoráveis obtidos em duas primeiras oportunidades tiveram que ver com a «influência» que Tania tinha em certos círculos sociais, enquanto no último caso —levado a cabo depois da sua morte em 1999— se tratou de um ineficiente trabalho realizado pelo seu advogado.
Tania teve uma única filha, Ana das Angústias Fernández (1925-1953), fruto de seu breve casamento com Mexican, que se desempenhou como actriz na década de 1930 e 1940 com o pseudónimo de Choly Mur. Norberto Galasso, num dos seus livros, se referiu à conflitiva relação entre mãe e filha. Mur decidiu continuar a sua carreira artística de maneira independente e mudou-se sozinha ao Chile, onde se casou, se separou e voltou a iniciar uma relação com um conde e odontólogo jugoslávo, Santiago Kegeritz. Ambos compartilhavam o vício pelo álcool e ao pouco tempo se separaram. Mur faleceu inesperadamente aos 27 anos de um ataque ao coração no Natal de 1953 e Tania jamais voltou a se referir publicamente à sua filha até que publicou suas memórias em 1973. O vínculo da cantora com sua cunhado, Armando Discépolo, também foi rival. Em seu livro, Tania apontou que era «soberbo, severo, autoritário e inapelável» e continuou relatando que «foi injusto com Enrique e não lhe reconheceu a ajuda económica que soube lhe dar para caprichos pessoais ou quixotada teatrais». Tomás Abraham, em seu livro Tensões filosóficas, manifestou que Armando julgava ao casamento com severidade, fazia finca-pé nos namorico de Tania durante as conversas e costumava pensar que ela era «um erro de Enrique, que se tinha deixado seduzir pela cantora porque era débil... ». A chegada da família de Tania à Argentina em 1932 e o recebimento que lhes propiciou Enrique acrescentou as fitas-cola de Armando, que frequentemente tinha rasgos de autoritarismo e dominação para com o seu irmão menor. Segundo Pujol, «o fogo cruzado entre os irmãos teve em suas respectivas mulheres uma forma oblíqua de agressão... As feridas nunca fecharam completamente».
O seu sobrinho Luis Luciano foi director geral de SADAIC até 1986.

### O vínculo com o peronismo
Conquanto Tania definia-se como «apolítica», Discépolo manteve uma íntima amizade com o ex-presidente Juan Domingo Perón, a quem tinha conhecido circunstancialmente em Chile em 1938 quando este se achava no cargo de agregado militar da embaixada argentina. Em suas memórias, Tania confessou que manteve poucos diálogos —cinco ou seis— com Perón nos treze anos de amizade que desenvolveu com Discépolo e que ademais, conheceu junto ao compositor a outros mandatários como Alvear, Uriburu, Justo e Ramírez no correr da sua vida artística, com muitos dos quais tiveram recepções privadas.
A partir de 1943 dentro de uma campanha iniciada pelo governo militar que obrigou a suprimir a linguagem lunfardo, como assim também qualquer referência à embriaguez ou expressões que em forma arbitrária eram consideradas imorais ou negativas para o idioma ou para o país, proibiu-se que as radioemisoras transmitissem vários tangos que não se ajustavam a essas pautas conforme o critério da censura.As restrições continuaram ao assumir o governo constitucional o general Perón e um de elogios afectados foi o tango composto por Discépolo em 1948 Cafetín de Buenos Aires, do qual começou a circular com o aval da Secretaria de Imprensa e Difusão uma versão "branqueada" da letra modificando lunfardismos -"mãe" por "velha"- e frases "pessimistas" como "e me entreguei sem lutar".Em 1949 directores da Sadaic lhe solicitaram ao administrador dos Correios e Telecomunicações numa entrevista que lhas anulassem, mas sem resultado. Obtiveram então uma audiência com Perón, à qual não assistiu Discépolo,que se realizou em 25 de março de 1949, e o Presidente –que afirmou que ignorava a existência dessas directoras- as deixou sem efeitoconquanto por temor dos músicos algumas peças, como o tango Ao pé da Santa Cruz e a Milonga do 900, seguiram-se executando com modificações nas partes às que se podia atribuir conteúdo político.
A amizade do compositor com Perón intensificou-se desde esse então e ambos costumavam manter longas palestras pessoais na Casa Rosada e na sua quinta de San Vicente. Tania manifestou ser admiradora de Eva Perón «pela vontade de sacrifício de que eu não sou capaz» e assinalou que ao compositor «o feriam as injustiças» e «se definiu por uma causa nacional, isso é tudo».
Os monólogos radiais de Discépolo na contra-mão da oposição peronista, com uma personagem denominada Mordisquito, valeram-lhe uma série de calunias e o afastamento de muitas das suas amizades. O autor começou a sofrer quadros repressivos a cada vez mais intensos a raiz desses factos. Quando em entrevistas posteriores se lhe perguntava a respeito da morte de Discépolo, Tania costumava utilizar a expressão: «Morreu-se de tristeza». Segundo o seu depoimento, «foi-se morrendo de vontades, de amargura... Enclausurou-se no silêncio. Deixou de comer. Chegou apesar 37 quilos». O compositor morreu em 23 de dezembro de 1951 ante a presença de Tania, suas irmãs Isabel e Carmen, e o actor Osvaldo Miranda.

### Vida posterior a Discépolo

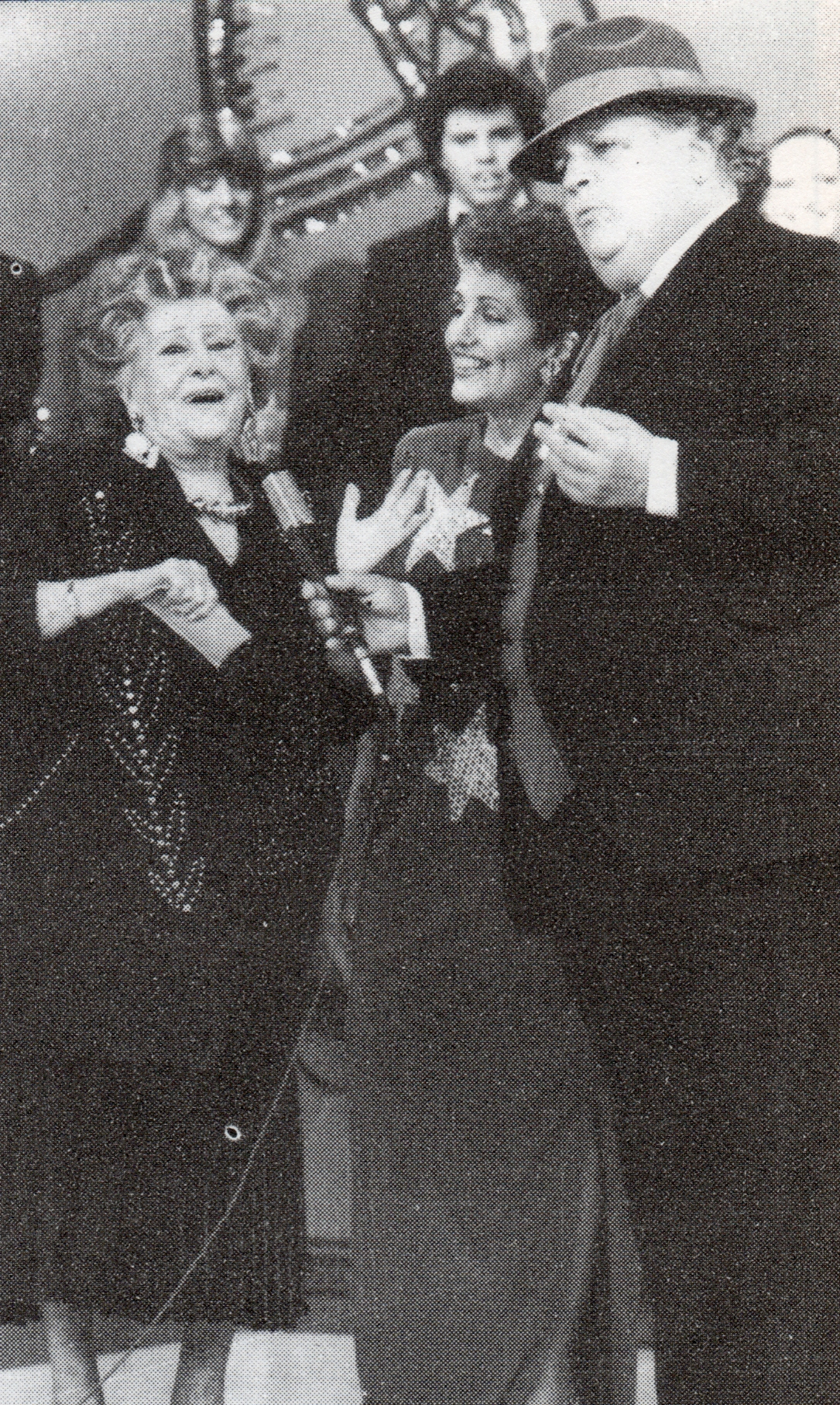
Tania junto a Marikena Monti e Bergara Leumann em Botica de Tango.

Depois da morte de Discépolo em 1951, a sua carreira manteve-se unida a seu nome e realizou uma volta ao ano seguinte pelo Chile, Peru, Equador e Colômbia, que significou a ante-sala de outra levada a cabo posteriormente por Europa em 1955. Nessa ocasião apresentou-se no Teatro Comédia de Madrid e em cabarés de Paris; permaneceu na França até 1959. À sua volta, apresentou-se como cantora em «Doverkalt», um salão de dança localizado em frente a Praça San Martín onde permaneceu actuando 18 meses. Aí começou a gostar a ideia de estabelecer o seu próprio local de tango sobre a rua Libertem da cidade de Buenos Aires. O reduto finalmente inaugurou-se em fevereiro de 1963 e foi chamado «Cambalache» em honra a um dos tangos mais conhecidos de Discépolo.
Em 1970, enquanto realizava o seu espectáculo Tania canta e conta, recebeu a proposta de Jorge Miguel Couselo de escrever as suas memórias, as quais foram publicadas em 1973 com o título de Discepolín e eu. Durante o resto da sua vida continuou realizando actuações esporádicas em locais e teatros, além de apresentações em televisão e voltas pelo mundo. Foi convocada por Eduardo Bergara Leumann para actuar em A Botica do Ángel e mais tarde, converteu-se numa convidada habitual em seu ciclo televisivo de Canal 11, Botica de Tango, na década de 1980. Realizou cinco temporadas teatrais durante 1983 no Teatro da Ribera com Hoje Ensaio Hoje, uma obra dirigida por Rodolfo Graziano que reunia a actores veteranos. Para o final da sua vida, recebeu múltiplos reconhecimentos da sua longa vida artística. Em 1989 foi declarada Cidadã ilustre da Cidade de Buenos Aires pela Legislatura da Cidade e em 1993, o rei Juan Carlos de Espanha outorgou-lhe a Ordem de Isabel a Católica, «em reconhecimento da sua extensa carreira como cantora popular, com a que uniu a dois povos». A Secretaria de Cultura da Nação distinguiu-a como Personalidade Emérita da Cultura Argentina em outubro de 1998 «por sua trajectória artística e seu incondicional contribua à difusão da nossa música cidadã». Ao cumprir 90 anos, tributou-se-lhe uma homenagem na sede de APTRA ao mesmo tempo que actuou num sketch titulado «A descoberta da América» em alusão à sua longevidade, tema que lhe divertia e gerava especulações no âmbito do espectáculo. Tania continuou trabalhando e mantendo uma vitalidade espantosa para a sua idade até aos seus últimos meses. De facto, uma das suas últimas apresentações ocorreu pouco antes do seu falecimento numa homenagem a Aníbal Troilo quando cantou «Um» e «Cambalache» em frente a quase um milhar de jovens em companhia de Fito Páez.
Tania faleceu de causas naturais, enquanto dormia, em 17 de fevereiro de 1999 às 23.15 UTC-3 em seu departamento da rua Callao —o mesmo no que tinha falecido Discépolo— à idade de 90 anos. De acordo ao seu assistente Noemí, «morreu por causa de um processo de envelhecimento. Não teve nenhuma doença em particular, senão que ontem à noite dormiu tranquilamente e se foi». Seus restos foram inumados no Panteão de Autores e Compositores de SADAIC do cemitério da Chacarita.

## Legado
Em O livro do tango, Horacio Ferrer descreveu-a como «uma criadora inquestionável de uma das modalidades que animaram ao tango cantável» e posteriormente referiu-se ao seu estilo interpretativo como «a combinação harmoniosa de uma maneira de cantar e de dizer». O historiador Oscar Do Priore realçou o seu «original acento» e seu «estilo tão pessoal» ao momento de cantar, ainda que também reconheceu que a diferença de outras cantoras sua figura ficou eclipsada à de Discépolo.
Tania pertenceu a uma categoria de cantoras encabeçada por Rosita Quiroga, Ada Falcón, Libertad Lamarque, Tita Merello, Mercedes Simone e Sofía Bozán que, em seu conjunto, introduziram a modalidade vocal feminina no rubro do tango em meados da década de 1920, depois de um período de cantoras da Guarda Velha que não tiveram uma difusão em massa e se dedicaram ao tango «gauchesco», como os casos de Linda Thelma, Lola Membrives e Flora Gobbi. Num dos seus artigos, Antonio Rodríguez Villar publicou que Tania «era a síntese do talento popular espanhol e a picaresca portenha» e fez finca-pé na «graça que propagava a rodo» e sua «alegria desbordante» que manteve até seus últimos tempos. A sua alegria e carácter feriado também foram rasgos que destacaram os seus colegas e alegados ao momento da sua morte.
«Cantar era para Tania uma necessidade fisiológica. E fazia-o de maravilhas, com uma afinação envidiável. Cantava com a voz, com os seus olhos, com os seus gestos, com os seus silêncios. Sabia que o tango conta uma história e há que a dizer, não a gritar. Transmitia-a palavra por palavra. Daí esse palavreado tão particular que juntava com a experiência que só ensina o tempo... Vivia fazendo planos. E para especificá-los!... Tinha a sabedoria generosa de quem sabe muito mas não o demonstra».— Antonio Rodríguez Villar
Estela Dos Santos em seu livro Damas e milongueiras do tango reconheceu que «teve a alegria de viver com tal plenitude que não terminou da gastar» e que, depois da morte de Discépolo, «deveu abrigar-se-se na sua fortaleza para que o mito do poeta não a devora-se».

## Filmografia
- El pobre Pérez (1937)
- Cuatro corazones (1939)
- Caprichosa y millonaria (1940)